# トクト
トクト（モンゴル語：ᠲᠣᠭᠲᠠᠭᠠᠬᠤ, ラテン文字転写: Toktogha、延祐元年（1314年） - 至正15年12月8日（1356年1月10日））は、元の権臣。字は大用。『元史』などでは脱脱、清代以降は託克託と記される。

## 生涯

### 政権を奪う
メルキト部の出身で、マジャルタイの長男。幼少の頃に伯父バヤンの養子となり、浦江の呉直方に学んだ。天暦元年（1328年）、15歳で皇太子アリギバのケシクとダルガチに任じられ、翌天暦2年（1329年）、文宗トク・テムルに拝謁して気に入られ、内宰司丞を加えられた。同年5月に府正司丞に任じられ、至順2年（1331年）には虎符を授けられ、忠翊侍衛親軍都指揮使に任じられた。元統2年（1334年）に同知宣政院事を加えられたが同年5月に公平社中政使、6月に同知枢密院使に移った。元統3年（1335年）に中書左丞相のテンギスが反乱を起こすと、その叔父の答里が挙兵したがこれを捕らえた。御史中丞・親軍都指揮使に任じられて、左阿速衛を兼ねた。至元4年（1338年）に御史大夫に任じられた。しかしバヤンが専横を極めたため、父のマジャルタイ・師の呉直方に相談した上で、バヤンを疎ましく思っていたカアンの恵宗トゴン・テムルと結んで至元6年（1340年）2月にクーデターを起こし、バヤンを追放した。

### 政治改革
至元6年（1340年）12月にはバヤンが廃した科挙を再開させた。翌至正元年（1341年）、トクトの父マジャルタイが中書右丞相となったが、実権は知枢密院事となったトクトが握った。10月にマジャルタイは職を辞し、トクトが中書右丞相となる。至正3年（1343年）3月には遼・金・宋三史編纂の都総裁官に任じられ、至正4年（1344年）に『金史』『遼史』を、至正5年（1345年）に『宋史』をそれぞれ完成させた。

### 左遷と復帰
だが、至正4年（1344年）5月にマジャルタイが恵宗によって甘粛に追放されると父に従って辞職した。その5月、たまたま黄河が大規模な氾濫を起こすが、政変直後であり朝廷は対策が遅れた。
至正7年（1347年）の父の死後にその冤罪が明らかになると、至正9年（1349年）には再び呼び戻されて中書左丞相となり、翌至正10年（1350年）に右丞相に復して政権を授かった。トクトは新しい紙幣「至正交鈔」の発行も行い、賈魯に黄河の大改修を命じ、民心を回復させようとした。タルカンの称号を賜り、「賢相」と讃えられた。

### 紅巾の乱への対応
しかし、大規模な土木工事は恩恵を受けない江南の民衆に不満を与えた。白蓮教主の韓山童はこの不満を煽り、紅巾の乱のきっかけを作った。韓山童は捕えられて殺害されるが、以後も各地で蜂起が発生した。
至正11年（1351年）8月、蜂起した芝麻李らが徐州を奪い、王を自称すると、トクトは至正12年（1352年）9月、10数万の兵を率いて徐州を攻め、芝麻李を戦死させ、彭大・趙均用を敗走させた。この戦功により太師に封じられた。
至正14年（1354年）に再び紅巾の乱の鎮圧に向かう。ところが高郵の張士誠を討伐中、トクトに不満を持っていた皇太子アユルシリダラと奇皇后に恵宗の寵臣ハマが讒言したことで弾劾を受けて追放された。やがて身柄を淮安に移されたが、3月に雲南に流刑となってその護送中、ハマが「自害せよ」という恵宗の偽詔を発したため、自ら鴆毒を仰いだ。トクトの失脚により討伐軍は崩壊し、また実力者を失った朝廷も収拾が付かない状態となった。7年後の至正22年（1362年）にハマらが処刑されると名誉回復がなされた。